# 北條時輔
北條時輔(1248年6月21日—1272年3月15日)，幼名寶壽丸，別名相模三郎。鎌倉時代北條氏第五代執權北条時賴的庶長子，北條時宗異母兄。
曾任南方六波羅探題，但因與北條時章、北條教時兄弟謀反有牽連被殺。